# Nancy Drew
Nancy Drew là một nhân vật hư cấu và là nhân vật chính trong loạt tác phẩm trinh thám ly kỳ Mỹ của nhà văn Edward Stratemeyer. Nhân vật được xem như phiên bản nữ của loạt truyện Hardy Boys. Nancy Drew ra mắt công chúng lần đầu tiên năm 1930 trong tác phẩm The Secret of the Old Clock. Các tập truyện do nhiều người cùng viết dưới một bút danh chung là Carolyn Keene. Trải qua nhiều thập niên, hình tượng nhân vật Nancy đã thay đổi để thích ứng với những khác biệt văn hóa và thị hiếu Hoa Kỳ trong các thời kỳ khác nhau. Từ năm 1959, nội dung các tập truyện được chỉnh lại và rút gọn lại, một phần để giảm chi phí in ấn và sự thành công vẫn trong vòng tranh cãi. Trong quá trình sửa đổi, nhân vật nữ anh hùng trong bản gốc đã được xây dựng lại thành một hình tượng bớt bướng bỉnh và ít bạo lực hơn. Vào thập niên 1980, loạt truyện mới The Nancy Drew Files ra đời với hình ảnh Nancy trưởng thành và chuyên nghiệp hơn, có cả những tình tiết lãng mạn kèm theo. Loạt truyện gốc Nancy Drew Mystery Stories ra mắt vào năm 1930 và kết thúc vào năm 2003. Từ năm 2004, Nancy trong loạt truyện Girl Detective đã lái xe hơi hybrid chạy điện hiện đại cũng như sử dụng điện thoại di động. Năm 2012, loạt Girl Detective kết thúc, được thay thế bằng Nancy Drew Diaries ra mắt vào năm 2013. Hình tượng nhân vật phát triển theo thời gian phù hợp với bối cảnh đương thời. Loạt truyện được phổ biến liên tục trên toàn thế giới: ít nhất 80 triệu bản sách đã được bán ra và được dịch sang hơn 45 thứ tiếng. Nancy Drew được chuyển thể trong sáu phim điện ảnh, bốn phim truyền hình và một số trò chơi điện tử phổ biến; hình ảnh nhân vật cũng xuất hiện trong một loạt các mặt hàng khác trên khắp thế giới.
Không chỉ là một biểu tượng văn hóa, Nancy Drew còn được một số nhân vật nữ có địa vị xã hội cao lấy làm hình mẫu ảnh hưởng, từ Thẩm phán Tòa án tối cao Sandra Day O'Connor, Sonia Sotomayor đến cựu Ngoại trưởng Hillary Rodham Clinton và cựu Đệ nhất phu nhân Laura Bush. Khi phân tích về sức hút bền bỉ của nhân vật này, các nhà phê bình văn học nữ quyền đã đưa ra những nhận định khác nhau rằng Nancy Drew giống như một anh hùng huyền thoại, mang khát vọng biến ước mơ thành sự thật, hoặc hiện thân cho những nét nữ tính đối lập.

## Nhân vật Nancy Drew
Nancy Drew là nhân vật hư cấu trong vai một thám tử nghiệp dư. Trong các phiên bản gốc, cô là nữ sinh trung học 16 tuổi, về sau được sửa lại thành một hình tượng trưởng thành hơn 18 tuổi. Cô sống ở thị trấn hư cấu River Heights với cha là luật sư Carson Drew, cùng bà quản gia Hannah Gruen. Cô mất mẹ từ khi còn nhỏ (mười tuổi ở phiên bản gốc và ba tuổi ở phiên bản sau). Mất mát ấy khiến cô sớm có tính độc lập: tự mình quản lý gia nhân khi mới mười tuổi trong phiên bản gốc, hay đại diện cho cha mẹ xử lý việc nhà trong phiên bản sau. Ở tuổi thiếu niên, cô dành thời gian để khám phá những vụ án bí ẩn, một số do tình cờ gặp phải, còn lại chính là các vụ án của cha mình. Giúp Nancy phá án thường là hai người bạn thân cũng là chị em họ của cô: Bess Marvin và George Fayne. Bess tinh tế và nữ tính, trong khi George giống như con trai. Đôi lúc bạn trai Nancy là Ned Nickerson, một sinh viên tại Emerson College cùng tham gia phá án.
Nancy thường được mô tả là một cô gái siêu đẳng. Bobbie Ann Mason nói rằng Nancy có "phong thái tự chủ và trọn vẹn như một Hoa hậu Mỹ trước công chúng. Cô ấy trác tuyệt sánh với Mata Hari và ngọt ngào như Betty Crocker." Con người Nancy ở trong sự giàu có, hấp dẫn và tài năng đến kinh ngạc: 
Ở tuổi 16, cô ấy "nghiên cứu tâm lý học ở trường và nắm vững cách xây dựng và tổng hợp giả thuyết". Nancy là một họa sĩ giỏi, biết tiếng Pháp và thường lái xuồng máy đi chơi. Cô ấy là một tài xế điêu luyện với năng khiếu bẩm sinh được trau dồi lâu ngày. Thần đồng thiện xạ, tay bơi cừ, tay chèo cứng, khéo tay may vá, đầu bếp sành ăn và chơi bài thành thần. Nancy tỏa sáng trên sân banh nỉ cũng như sân gôn và cưỡi ngựa như một cao bồi thứ thiệt. Nancy khiêu vũ sánh với Ginger Rogers và biết sơ cấp cứu lành nghề như anh em nhà Mayo.
Nancy không bao giờ thiếu tiền và trong các tập sau của bộ truyện thường bay đến những nơi xa xôi như Pháp trong The Mystery of the 99 Steps (1966), Nairobi trong The Spider Sapphire Mystery (1968), Áo trong Captive Witness (1981), Nhật Bản trong The Runaway Bride (1994), Costa Rica trong Scarlet Macaw Scandal (2004) và Alaska trong Curse of The Arctic Star (2013). Nancy cũng có thể đi lại tự do tại Hoa Kỳ bằng xe hơi riêng, chiếc mui trần màu xanh khác nhau ở hai phiên bản truyện. Bất chấp những khó khăn gặp phải và chi phí khi đi phá án, Nancy không bao giờ lấy tiền công; mọi phí tổn đó thường do thân chủ của cha cô tự nguyện bỏ ra.

### Hình thành nhân vật

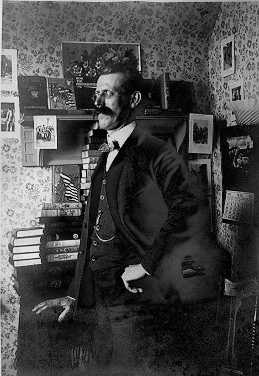
Edward Stratemeyer đã thai nghén mẫu nhân vật này, phác thảo cốt truyện và đã mướn Mildred Wirt Benson chuyên nghề viết thuê để chấp bút các tập đầu tiên dưới bút danh Carolyn Keene.

Edward Stratemeyer, người sáng lập Công ty Stratemeyer Syndicate đã tạo ra hình tượng Nancy Drew. Năm 1926, Stratemeyer cho ra đời loạt truyện Hardy Boys (nhưng đến 1927 mới phát hành), bộ truyện thành công đến nỗi ông quyết định phải có một phiên bản nữ tương tự với nhân vật chính là một nữ anh hùng thám tử nghiệp dư. Mặc dù Stratemeyer quan niệm phụ nữ chỉ làm việc nhà, ông nhận ra rằng Hardy Boys được các độc giả nữ yêu thích và một nữ anh hùng mạnh mẽ có thể đánh đúng thị hiếu nữ giới về những câu chuyện ly kỳ.
Lúc đầu, Stratemeyer giới thiệu bộ truyện mới cho các nhà xuất bản Grosset & Dunlap (đã xuất bản bộ Hardy Boys) với tựa đề "Stella Strong Stories", đồng thời nói thêm "Có thể gọi là 'Diana Drew Stories', 'Diana Dare Stories', 'Nan Nelson Stories', 'Nan Drew Stories' hay 'Helen Hale Stories'." Các biên tập viên của Grosset & Dunlap chọn "Nan Drew" nhưng đã quyết định kéo dài "Nan" thành "Nancy". Khi đó, Stratemeyer bắt đầu phác thảo cốt truyện và thuê Mildred Wirt viết các tập đầu tiên dưới bút danh Carolyn Keene. Các tựa truyện về sau được nhiều nhà văn viết thuê khác nhau tham gia sáng tác, tất cả đều dưới bút danh Carolyn Keene.
Bốn tựa sách đầu tiên xuất bản năm 1930 ngay lập tức gặt hái thành công. Doanh số bán ra trước năm 1979 thường không chính xác, nhưng mức độ ăn khách có thể thấy trong lá thư năm 1931 do biên tập viên Laura Harris của Grosset & Dunlap thúc giục Stratemeyer: "Đề nghị gửi bản thảo càng sớm càng tốt trước ngày 10 tháng 7. Sẽ chỉ có vài tựa truyện được phát hành khi đó và Nancy Drew là tác phẩm chủ lực." 6.000 bản được Macy's đặt hàng cho mùa Giáng Sinh năm 1933 đã hết sạch trong vòng vài ngày. Năm 1934, tạp chí Fortune giới thiệu Stratemeyer Syndicate với hình ảnh Nancy Drew chiếm trọn trang bìa nhằm tạo sự thu hút đặc biệt: "Nancy là hiện tượng lớn nhất trên cả 50 bang. Sách thuộc hàng bán chạy nhất. Bằng cách nào mà cô ấy có thể đánh đổ bức tường thành nam quyền vững chắc thì vẫn còn là bí ẩn đối với ngay cả những người đã tạo nên Nancy."

### Sự phát triển nhân vật
Nhân vật Nancy Drew đã trải qua nhiều thay đổi theo năm tháng. Loạt Nancy Drew Mystery bắt đầu sửa đổi năm 1959, được các nhà phê bình nhất trí rằng Nancy có thay đổi đáng kể so với nguyên bản những năm 1930 và 1940. Cũng dễ nhận thấy sự khác biệt giữa Nancy Drew của loạt truyện gốc, The Nancy Drew Files và Girl Detective. Tuy nhiên, một số ý kiến lại cho rằng sự khác biệt đó là không đáng kể vì đơn giản Nancy vẫn luôn là một hình mẫu cho các cô gái trẻ. Bên cạnh sửa đổi đó, "Có những điều không hề thay đổi như giá trị cơ bản, mục tiêu, lòng khiêm nhường và khả năng kỳ diệu luôn vượt qua hiểm nguy trong đường tơ kẽ tóc [của Nancy]. Trải qua hơn 6 thập kỷ, bản chất Nancy vẫn y nguyên." Nancy là một "nữ hoàng trinh thám tuổi thiếu nữ", người "mang đến cho độc giả nữ nhiều thứ hơn cả một chuyến phiêu lưu hành động, một thứ gì đó thật nguyên sơ. Định kiến xã hội dành cho nữ giới phải thụ động, gia giáo và nữ tính nhưng với năng lượng tràn đầy như đạn đại bác thì Nancy uốn lại các khuôn mẫu đó và hiện thực hóa những mơ mộng về sức mạnh của tất cả lứa con gái."
Các nhà phê bình khác coi Nancy là "một nghịch lý – bởi các nhà ủng hộ nữ quyền có thể ca ngợi cô như một biểu tượng 'sức mạnh phái nữ' trong khi những kẻ bảo thủ yêu thích khuôn mẫu giá trị truyền thống trong con người cô."

#### 1930–1959: Giai đoạn đầu tiên
Những tập Nancy Drew đầu tiên có bìa xanh sậm với tiêu đề chữ màu cam viền xanh và không hề có tranh minh họa. Trong vài năm đầu, trang bìa đã trải qua một số thay đổi: bỏ đường viền của tên truyện, thêm hình bóng Nancy màu cam nhìn kính lúp; tiếp đến nền đổi sang màu xanh nhạt hơn với chữ và hình bóng xanh đậm; sau đó chuyển vị trí tên truyện chữ đen và hình bóng ở mặt trước "hiện đại" hơn. Nancy Drew trong truyện 16 tuổi tính tình tự lập, đã tốt nghiệp trung học; thời gian cũng tiến triển theo tập truyện vào đầu thập niên 1940, Nancy đã 18 tuổi. Gia cảnh khá giả (cha cô là luật sư thành công), cô luôn tích cực hoạt động xã hội, tham gia tình nguyện bên cạnh việc điều tra, luyện tập thể thao và nghệ thuật nhưng chưa bao giờ đi làm kiếm tiền hoặc một công việc cụ thể. Nancy không bị Đại suy thoái hay Thế chiến ảnh hưởng, mặc dù nhiều nhân vật trong một số vụ án ban đầu cần giúp đỡ vì nghèo khó. Nancy sống cùng cha là luật sư Carson Drew, bà quản gia Hannah Gruen. Các tập này hầu hết do Mildred Benson viết và được các nhà phê bình đánh giá cao ngòi bút. Benson được ghi nhận là "thổi hồn cho nhân vật Nancy." Nancy Drew trong bản gốc cũng đôi khi được cho là "rất giống với cô ấy [Benson] - tự tin, có năng lực và hoàn toàn tự chủ, rất khác với khuôn mẫu khô cứng mà Stratemeyer đã vạch ra."
Nancy trong bản gốc thường thẳng thắn và tự chủ đến nỗi Edward Stratemeyer đã nói với Benson rằng nhân vật "quá bướng bỉnh và sẽ không bao giờ được đón nhận." Các biên tập viên tại Grosset & Dunlap không đồng tình với ý kiến này, nhưng Benson tiếp tục phải đối mặt với những lời chỉ trích từ biên tập viên Harriet Adams của Stratemeyer Syndicate. Adams cho rằng Benson nên làm cho nhân vật Nancy trở nên "đồng cảm, tốt bụng và đáng yêu hơn" và liên tục yêu cầu chỉnh sửa, theo như Benson kể lại là "làm cho nữ thám tử bớt táo bạo... sửa 'Nancy nói' thành 'Nancy ngọt ngào nói', 'cô ân cần nói' và các điều tương tự, tất cả nhằm tạo nên một hình mẫu biết quan tâm, chu đáo hơn." Tuy nhiên, nhiều độc giả và nhà phê bình vẫn ngưỡng mộ hình ảnh bộc trực ban đầu của Nancy.
Phê phán gay gắt nhất về Nancy Drew, ít nhất qua những tập đầu, đến từ nhà văn chuyên viết truyện kỳ bí Bobbie Ann Mason. Mason cho rằng Nancy nổi tiếng chủ yếu là do có được "sự hấp dẫn từ ưu thế giới thượng lưu", đồng thời chỉ trích loạt truyện này vì kì thị chủng tộc và phân biệt tầng lớp xã hội. Mason cho rằng Nancy đang bảo vệ cho những người Tin Lành Anglo-Saxon da trắng thuộc tầng lớp trên vốn là "những kẻ đang dần tàn tạ, bị tầng lớp bên dưới đe dọa không thôi". Không những thế, "các yếu tố ăn khách nhất của cuốn phiêu lưu trinh thám mạo hiểm này (ẩn giấu) nằm ở: trà và bánh ngon, khung cảnh lãng mạn, ăn uống ở những địa điểm kỳ quặc (không bao giờ ở Ho-Jo), quảng cáo ngon lành, buổi dã ngoại truyền thống trong rừng, trang sức và của cải thừa kế quý giá... Nói nhẹ đi thì chẳng qua là một xã hội nữ hóa giả tưởng mà thôi."
Cuối cùng, Mason nói nhân vật Nancy Drew là một cô gái có khả năng "hoàn hảo" vì cô ấy "tự do, da trắng và ở lứa tuổi trăng tròn" và "truyện dường như hội đủ hai tiêu chuẩn – phiêu lưu và gia giáo. Trong đó phiêu lưu nằm ở thượng tầng, trên nền tảng giữ gìn khuôn phép gia đình".
Các ý kiến khác cho rằng "Nancy tuy có chuẩn mực nét đẹp nữ tính truyền thống như ngoại hình ưa nhìn, trang phục phù hợp, quán xuyến việc nhà, nhưng lại thường được yêu mến do những nét nam tính... cô ấy phá án độc lập, tự do và dư dả để làm những gì mình thích, gắn kết với gia đình chỉ bằng 1, 2 cú điện thoại và được sinh ra dường như để giải quyết các chuyện kì bí hơn là làm việc nhà."

#### 1959–1979: Những chỉnh sửa tại Grosset & Dunlap
Với yêu cầu của các nhà xuất bản Grosset & Dunlap, nội dung các truyện Nancy Drew bắt đầu được chỉnh sửa lại từ năm 1959, nhằm làm cho tác phẩm được hiện đại hơn và xóa bỏ các định kiến phân biệt chủng tộc. Tuy cho rằng những thay đổi như vậy là không cần thiết, Harriet Adams là người đã giám sát toàn bộ quá trình chỉnh sửa cũng như sáng tác các tập mới phù hợp với những hướng dẫn mới do Grosset & Dunlap đặt ra. Tuy nhiên, loạt truyện đã không loại bỏ quá nhiều chi tiết kì thị chủng tộc cũng như bỏ đi các nhân vật không phải người da trắng. Ví dụ, trong nguyên bản của Bí ẩn chiếc cửa sổ giấu kín (1956), Nancy đến thăm nhà người bạn ở miền nam, trong nhà có người hầu da đen, "Beulah già đáng yêu... bưng khay bánh khoai, pudding ngô, bánh dâu, bánh quy nóng đến phục vụ." Bà chủ nhà đợi đến khi Beulah ra khỏi phòng bèn nói với Nancy: "Tôi đã cố giúp cho Beulah thoải mái hơn nhưng bà ấy cứ khăng khăng nấu nướng và phục vụ theo kiểu cũ. Nhưng phải nói thật rằng tôi lại thích kiểu ấy". Trong bản chỉnh sửa năm 1975, Beulah được thay bằng Anna, một "quản gia phúc hậu tươi cười".
Nhiều thay đổi khác thì tương đối nhỏ nhặt. Những cuốn truyện mới được tô viền vàng và bìa trước có hình minh họa. Nancy được nâng từ 16 lên 18 tuổi, mẹ cô qua đời khi Nancy lên 3 chứ không phải 10 tuổi, cùng vài chi tiết vặt vãnh khác. Quản gia Hannah Gruen trong mấy tập đầu chỉ quẩn quanh trong bếp, nay bớt tính chất hầu việc mà thay vào đó đóng vai trò nhiều hơn như một bảo mẫu.
Các nhà phê bình thấy Nancy của thập niên 1950, 1960 và 1970 có bước tiến ở nhiều mặt nhưng lại thể hiện bước lùi ở những mặt khác: "Trong các phiên bản mới này, một loạt các yếu tố đã được chỉnh sửa... và hầu hết các yếu tố phân biệt chủng tộc lộ liễu đã bị loại bỏ. Nhưng thay đổi lớn nhất mà có khi không dễ nhận ra, đó là tính tomboy của nữ chính cũng thuần hơn."
Hình ảnh Nancy của thập niên 1950, 1960 và 1970 trở nên tôn trọng ý thức hệ nam quyền hơn, khiến một số ý kiến cho rằng các chỉnh sửa quá dễ dãi để được chấp nhận hơn, làm giảm đi nét đặc biệt vốn có: "Trong các bản chỉnh sửa, Nancy không ngừng lạc quan và có xu hướng nép vào cha để được chở che giống như trong The Clue of the Tapping Heels (1969), khi được hỏi có đi nhà thờ không thì cô đã trả lời 'Thường xuyên nhất có thể'... Nancy rõ ràng biết cách cầm giữ lời nói hơn chứ không phát ngôn tự do như trước kia."

#### 1980–2003: Tiếp tục loạt truyện gốc
Sau khi chuyển bộ truyện sang cho các nhà xuất bản Simon & Schuster, Harriet Adams vẫn tiếp tục giám sát tổng thể cho đến tận lúc qua đời năm 1982. Sau khi bà qua đời, các hậu bối được bà dẫn dắt là Nancy Axelrad và Lilo Wuenn, cùng ba con của bà kế nhiệm việc giám sát loạt truyện Nancy Drew và các bộ khác của Stratemeyer Syndicate. Năm 1985, 5 người đồng ý bán Syndicate và tất cả quyền đi kèm cho Simon & Schuster. Simon & Schuster chuyển các dòng truyện lớn này cho các tác giả mới viết.

#### 1986–1997: Loạt truyệnFiles,Super MysteryvàOn Campus

The Nancy Drew Files cho thấy một phiên bản trưởng thành hơn của nhân vật, như đã thể hiện trên bìa Hit and Run Holiday (1986).

Năm 1985 sau khi hoàn tất thương vụ mua lại Stratemeyer Syndicate, Simon & Schuster muốn tung ra một loạt ngoại truyện tập trung vào những chuyện bí ẩn người lớn hơn, đan xen cả yếu tố lãng mạn. Để kiểm nghiệm tính khả thi hiệu quả của đề án này, hai tiểu thuyết cuối là The Bluebeard Room và The Phantom of Venice được thử nghiệm dẫn đường cho loạt mới này. Đây là sự khác biệt rất lớn khi so với cả loạt truyện trong 55 năm đã qua. Ví dụ, The Phantom of Venice (1985) mở đầu bằng sự bối rối của Nancy (in nghiêng trong nguyên bản) "Mình yêu hay không yêu Ned Nickerson?" Nancy bắt đầu hẹn hò và đón nhận những ham muốn thể xác thường thấy ở tuổi mới lớn: "'Mình thấy [cậu hôn anh ấy]... Cậu không cần phải xin lỗi khi thấy hứng lên vì một chàng trai nào đó.' 'Gianni có làm mình hứng đâu!... Để mình nói cho nghe'" Năm sau, Simon & Schuster cho ra mắt cuốn ngoại truyện đầu tiên mang tựa The Nancy Drew Files.
Nhân vật Nancy Drew của loạt Files làm dấy lên nhiều ý kiến trái chiều giữa các người hâm mộ. Một số ý kiến cho rằng Nancy trở nên "giống với nữ anh hùng ban đầu của Mildred Wirt Benson hơn bất kỳ bản nào kể từ năm 1956". Các ý kiến khác thì chỉ trích nội dung càng ngày càng loãng vì quá nhiều yếu tố lãng mạn và "[hời hợt] nữ quyền mốc xì". Một nhà phê bình nhận xét "Những kẻ theo chủ nghĩa thuần túy Millie đã định hình Files, trong đó những nụ hôn phớt nhẹ của bạn trai Ned Nickerson dành cho Nancy phải nhường chỗ cho những cái ôm ấp táo bạo trong bồn tắm." Những thay đổi này phản ánh rõ nét nhất qua tranh bìa, như tập Hit and Run Holiday (1986) chẳng hạn; Nancy thường ăn mặc khiêu khích, váy ngắn, áo hở bụng hoặc xẻ ngực, hay diện đồ tắm; thể hiện sự thu hút đến một đối tượng khác trên hình nền, thường là một anh chàng đẹp trai, bảnh bao. Nancy cũng trở nên dễ bị tổn thương hơn, thường bị đánh thuốc mê bất tỉnh hoặc không có khả năng tự vệ chống lại những đòn tấn công thông thường như xiết cổ.
Bộ Files cũng có ngoại truyện riêng. Một loạt ngoại truyện ra đời năm 1988 lấy tựa đề là Super Mystery bắt chéo nội dung qua The Hardy Boys. Những truyện này tiếp nối tương tự như ngoại truyện của Hardy Boys là The Hardy Boys Casefiles.
Năm 1995, cuối cùng Nancy Drew cũng thành sinh viên trong bộ Nancy Drew on Campus. Những tập truyện này na ná như các bộ phim truyền hình tình cảm dành cho tuổi mới lớn. On Campus tập trung chủ yếu vào nội dung lãng mạn, về các nhân vật khác; yếu tố kì bí hay phá án chỉ là phụ. Theo yêu cầu của độc giả, Nancy chia tay luôn bạn trai Ned Nickerson ngay ở tập 2, On Her own (1995). Tương tự như Files, bộ On Campus cũng có nhiều ý kiến trái chiều, một số nhà phê bình xem việc đưa vào các chủ đề người lớn câu khách như hiếp dâm là "không thành công". Carolyn Carpan nhận xét rằng loạt truyện này "mang nét lãng mạn của phim ảnh nhiều hơn là bí ẩn" và thấy rằng Nancy "đánh mất bản năng, bị tuột mất những manh mối dễ dàng vốn không thể nào bỏ lỡ trong loạt truyện trước đây". Loạt truyện này cũng bị chỉ trích vì nói quá nhiều về yêu đương hơn là học hành, bị phê bình là giống như thời năm 1950 "các cô gái đi học chỉ thích lấy bằng MRS".
Năm 1997, Simon & Schuster tuyên bố dừng hàng loạt tập ngoại truyện của Nancy Drew và Hardy Boys, ngoại trừ truyện thiếu nhi. Files tiếp tục viết cho đến cuối năm 1997, Super Mystery và On Campus kết thúc vào đầu năm 1998.

#### 2003–2012:Girl Detectivevà tiểu thuyết hình ảnh
Năm 2003, các nhà xuất bản Simon & Schuster kết thúc loạt truyện gốc để bắt đầu đưa Nancy Drew vào sê-ri bí ẩn mới Girl Detective. Trong loạt truyện này, Nancy lái xe hybrid, dùng điện thoại di động và dùng đại từ "tôi" để thuật lại toàn bộ diễn tiến câu chuyện. Nhiều ý kiến tiếp nhận và bảo vệ những thay đổi này, cho rằng Nancy hoàn toàn không có gì khác ngoài việc học cách sử dụng điện thoại di động. Những ý kiến khác khen ngợi nội dung đã thực tế hơn: Nancy không còn quá hoàn hảo như hình mẫu cũ và nhờ đó, người bình thường cũng có thể học theo hoặc giống như vậy, một cô gái thật sự chứ không phải "sự hoàn hảo được rập khuôn tự động hóa."
Một số ý kiến, chủ yếu đến từ giới mộ điệu than thở về những thay đổi đã biến Nancy thành một cô gái ngu ngơ, đầu óc rỗng tuếch với những cuộc phiêu lưu ngớ ngẩn (khám phá thủ phạm cắt trái bí trong Without a Trace năm 2004) "là một tấm gương nông nổi cho tuổi tiền thiếu niên." Leona Fisher phê phán loạt truyện mới xây dựng thị trấn River Heights bị tô trắng, phần vì "giọng văn ngôi thứ nhất của nhân vật quá vụng về non nớt không truyền tải được ý tưởng của người viết", trong khi tiếp tục làm trầm trọng thêm "những biểu hiện văn hóa bài ngoại liên quan đến sắc tộc và thứ tiếng khác" bằng cách đưa ra những suy đoán vô căn cứ về nguồn gốc quốc gia và dân tộc của các nhân vật trong truyện.
Nancy cũng là nữ anh hùng của loạt tiểu thuyết hình ảnh do Papercutz cho ra lò năm 2005. Các truyện này do Stefan Petrucha sáng tác và Sho Murase minh họa theo phong cách manga. Hóa thân Nancy lần này được mô tả là "một thiếu nữ hiện đại, vui vẻ, lí lắc, nổi bật khi nắm gót tội phạm."
Khi phát hành bộ phim năm 2007, một tác phẩm tiểu thuyết hóa không chính thống của phim cũng được sáng tác theo phong cách của loạt truyện cũ. Mỗi sê-ri Girl Detective và Clue Crew đều có một truyện mới liên quan đến bí ẩn trên phim đó. Năm 2008, loạt truyện Girl Detective trình bày thành bộ ba truyện với cùng một hình mẫu trên bìa. Những bí ẩn này trở nên sâu sắc hơn, liên kết và xuyên suốt trên cả ba truyện với nhiều thủ phạm. Nhưng bộ ba tác phẩm này gặp phải phản ứng tiêu cực từ độc giả bởi những sai sót liên tục của Nancy, độ ngắn của truyện và thiếu tính hành động. Định dạng mới này khiến doanh số bắt đầu trượt dốc. Năm 2010, Simon & Schuster cắt giảm từ 6 xuống còn 4 đầu truyện Nancy Drew mỗi năm. Tháng 12 năm 2011, công bố sê-ri này bị khai tử cùng lúc với loạt Hardy Boys Undercover Brothers.

#### 2013–nay:Diaries
Tiếp theo việc Girl Detective bị hủy bỏ giữa chừng, năm 2013 bắt đầu cho ra đời loạt truyện mới Nancy Drew Diaries. Bộ này cũng giống như bộ trước, mạch truyện theo lời kể ngôi thứ nhất của Nancy, cô vẫn đãng trí và vụng về. Cuốn sách có những chi tiết liên hệ đến văn hóa đại chúng và công nghệ.

## Các tác giả viết thuê
Stratemeyer Syndicate đã thuê nhiều nhà văn khác nhau để sáng tạo nên bộ truyện Nancy Drew, tất cả đều dưới bút danh Carolyn Keene. Điều khoản hợp đồng mà các nhà văn này đã ký quy định bản quyền tác giả và lợi nhuận tác quyền trong tương lai đều thuộc về Stratemeyer Syndicate. Hợp đồng xác nhận các tác giả không được sử dụng bút danh của Stratemeyer Syndicate một cách cá nhân khi chưa được Syndicate chấp thuận. Trong giai đoạn đầu của Syndicate, các cây bút viết thuê này được trả công 125 đô la, "tương đương với hai tháng lương của một phóng viên báo chí – nghề nghiệp chính của những người viết thuê cho Syndicate."
Trong cuộc Đại khủng hoảng, tiền công giảm xuống còn 100 đô la và cuối cùng là 75 đô la. Tất cả tiền bản quyền đều thuộc về Syndicate và mọi công văn thư từ với các nhà xuất bản đều thông qua văn phòng Syndicate xử lý. Syndicate cũng cộng tác với các thư viện để ẩn danh những người viết thuê cho mình. Khi Walter Karig, tác giả tập thứ 8 đến 10 của loạt Bí ẩn bản gốc, kiến nghị đòi tác quyền vào năm 1933, Thư viện Quốc hội đã có động thái làm đúng theo những gì Syndicate đề xuất là không cho phép tiết lộ danh tính bất kỳ tác giả nào viết Nancy Drew.
Quy trình của Syndicate cho ra đời các tác phẩm Nancy Drew gồm: phác thảo cốt truyện chi tiết, phác bản thảo và biên tập bản thảo. Edward Stratemeyer và hai con gái là Harriet Adams và Edna Stratemeyer Squier đã viết hầu hết các phác thảo của loạt truyện gốc cho đến năm 1979. Tập 30 Clue of the Velvet Mask (1953) do Andrew Svenson phác thảo. Còn bản thảo thì thông thường do các nhà văn được thuê đó viết ra. Hầu hết những tập đầu do Mildred Wirt Benson chắp bút. Các tập khác do Walter Karig, George Waller, Jr., Margaret Scherf, Wilhelmina Rankin, Alma Sasse, Charles S. Strong, Iris Vinton, và Patricia Doll đồng sáng tác. Edward Stratemeyer biên tập ba tập đầu, còn lại hầu hết do Harriet Adams đảm nhiệm cho đến khi bà qua đời năm 1982. Năm 1959, các tựa truyện trước đó được đặt lại, hầu hết đều do Adams xử lý. Từ cuối thập niên 1950 cho đến năm 1982, chính Harriet Adams tự viết các bản thảo cho phần lớn các tập truyện.
Sau khi Adams qua đời, loạt truyện do Nancy Axelrad giám sát (người cũng sáng tác nhiều tập). Năm 1984, Stratemeyer Syndicate và tác quyền nhân vật được bán cho Simon & Schuster. Nhà xuất bản này tiếp tục thuê các tác giả viết tiếp bộ chính Nancy Drew và bộ mới The Nancy Drew Files.

### Tranh chấp pháp lý
Năm 1980, Harriet Adams chuyển đối tác sang Simon & Schuster vì không hài lòng với Grosset & Dunlap quan liêu cũng như không có kỷ niệm 50 năm Hardy Boys năm 1977. Grosset & Dunlap đệ đơn kiện Syndicate và Simon & Schuster với lý do "vi phạm hợp đồng, vi phạm bản quyền và cạnh tranh không lành mạnh."}
Adams kháng cáo, tuyên bố nguyên đơn rất vớ vẩn và tệ hại, đồng thời cho rằng với tư cách là tác giả của bộ truyện Nancy Drew, bà vẫn là người giữ tác quyền. Mặc dù Adams đã viết nhiều tập sau năm 1953 và biên tập nhiều tập khác, bà lại tự nhận mình là tác giả của tất cả các tựa sách đầu tiên. Trên thực tế, bà đã viết lại những truyện cũ đó nhưng không phải là tác giả gốc. Khi được gọi tới làm chứng về công việc cho Syndicate, vai trò của Mildred Benson trong việc viết các bản thảo của tập truyện đầu đã được tiết lộ trước tòa với tài liệu chứng thực, trái ngược với tuyên bố của Adams về quyền tác giả. Tòa án phán quyết rằng Grosset có quyền xuất bản bộ truyện gốc như đã in vào năm 1980, nhưng không sở hữu thương hiệu và nhân vật. Hơn nữa, bất kỳ nhà xuất bản mới nào được Adams chọn đều hoàn toàn có quyền in các tập truyện mới.

## Sự phát triển về tạo hình nhân vật
Nancy Drew được nhiều họa sĩ vẽ minh họa trong từng ấy năm tháng và diện mạo cô luôn thay đổi bắt nhịp với thời đại. Cả Stratemeyer Syndicate lẫn các nhà xuất bản đều đề ra hình ảnh cho Nancy.
Một số chi tiết chân dung Nancy vẫn tương đối ổn định trong nhiều thập kỷ. Nét minh họa Nancy đặc trưng nhất là chi tiết cầm đèn pin.

### Russell H. Tandy
Họa sĩ quảng cáo Russell H. Tandy là người đầu tiên vẽ minh họa cho Nancy Drew. Tandy là một họa sĩ thời trang và tạo hình Nancy ban đầu theo xu hướng phong cách flapper phóng khoáng: đi giày Mary Janes, đầm flapper xanh, đội mũ cloche, tiêu biểu trên ba trang bìa trong bốn tập đầu tiên. Khi phong cách thay đổi trong những năm tiếp theo, Nancy bắt đầu diện trang phục lộng lẫy thể hiện qua mái tóc, ngọc trai đồng điệu với mũ, găng tay và túi xách. Đến thập niên 1940, Nancy mặc những bộ đồ đơn giản, tóc cắt kiểu pompadour. Trong thời hậu chiến, Nancy của Tandy bỏ mũ, váy áo giản dị, xách ví, giống như hầu hết lứa thanh niên cuối thập niên 1940.
Tandy vẽ minh họa cho 26 tập đầu tiên cũng như trang trí bìa, ngoại trừ tập 11 hiện chưa rõ do ai vẽ bìa. Tandy đọc nội dung trước khi phác họa nên tranh bìa thường bám sát theo một cảnh trong truyện. Tandy cũng vẽ tay tên truyện và thiết kế logo ban đầu: một hình bóng của Nancy hơi cúi và nhìn xuống qua một kính lúp thám tử.
Tandy thường miêu tả Nancy Drew bằng dáng điệu tự tin, quyết đoán. Không bao giờ nhân vật xuất hiện dưới vẻ "sốc, lo lắng hay sợ hãi". Nancy được khắc họa rõ nét chủ động ở trung tâm, nhưng giống như đang bí mật điều tra manh mối. Thường có một nhân vật đang quan sát cô với vẻ đe dọa báo hiệu nguy hiểm sắp đến, nhưng phong thái tự tin của cô cho người xem có cảm giác rằng tình hình luôn được kiểm soát.
Nhà Tandy bị hỏa hoạn vào năm 1962 và hầu hết các bản phác thảo và tranh gốc đều bị thiêu rụi. Do đó, bìa bọc của Tandy được giới sưu tập trả giá rất cao.

### Bill Gillies và những họa sĩ khác
Ngoại hình Nancy do Tandy thiết kế vào năm 1948 tiếp tục được cập nhật phong cách thịnh hành cho đến đầu thập niên 1950. Xu hướng thời hậu chiến của giới trẻ là phong cách riêng thoải mái chứ không đồng nhất một kiểu như thế hệ trước nên Nancy cũng ít bị gò bó hơn. Năm 1948, Nancy được phối váy với áo len hay áo cánh, để tóc pageboy. Họa sĩ mới Bill Gillies đã chỉnh sửa 10 trang bìa cũ và vẽ thêm bìa bọc mới từ 1950 đến 1952. Gillies lấy vợ mình ra làm mẫu và Nancy đã phản ánh chuẩn mực thập niên 1950, với mái tóc gợn sóng xoăn và cả tủ trang phục – phối đầm với áo len, áo cánh khác nhau trên các trang bìa. Gillies cũng thiết kế biểu tượng chính thức của loạt truyện được dùng trong hàng thập kỷ: Hình bóng đầu mặt Nancy nhìn qua kính lúp.
Thời Tandy về sau (1946–1949) và trong suốt thập niên 1950, thường Nancy không còn là minh họa trung tâm khung hình nữa. The Ghost of Blackwood Hall khắc họa hình ảnh một Nancy quyết đoán dẫn dắt nhóm bạn nhút nhát đi vào ngôi nhà bị ma ám, đánh dấu sự chuyển sang cách thức minh họa sau này. Từ năm 1949, cô trong hình thái quan sát người khác khi đang giấu mình đi. Miệng Nancy thường há to kinh ngạc. Tuy nhiên, Nancy "mặt biểu lộ ngạc nhiên nhưng không hề sợ hãi, thể hiện rõ vẻ nắm được tình thế."

### Rudy Nappi và những họa sĩ khác
Joseph Rudolf "Rudy" Nappi là người phụ trách khâu minh họa từ năm 1953 đến 1979 và vẽ một cô gái tuổi xế thiếu nữ. Giám đốc nghệ thuật của Grosset & Dunlap yêu cầu Nappi cập nhật ngoại hình cho Nancy, đặc biệt là về trang phục. Nappi đã vẽ Nancy mặc sơ mi cổ áo Peter Pan, váy áo sơ mi, tóc pageboy (về sau là tóc chải ngược), đôi khi đóng bộ với quần jean. Tóc vàng chuyển sang vàng dâu hoặc đỏ vào cuối thập niên. Vốn các màu này bị đồn là do lỗi mực in nhưng do độc giả yêu thích nên được giữ lại cho các tập sau năm 1959 và được họa sĩ Polly Bolian vẽ ở các tập dành cho câu lạc bộ sách đặc biệt vào năm 1959–60.
Năm 1962, Grosset & Dunlap cho in hình minh họa và quảng cáo trực tiếp lên tranh bìa tất cả sách của mình, khác với lúc trước là dùng bìa bọc, nhằm giảm chi phí sản xuất. Nappi đã sửa lại một số tranh bìa của những năm 1930 và 1940 theo phong cách mới thời đại Kennedy, mặc dù nội dung truyện chưa có gì thay đổi. Hình minh họa bên trong vốn bị bỏ đi vào năm 1937 đã được áp dụng trở lại từ năm 1954, chủ yếu dưới dạng những bức vẽ bút mực của các họa sĩ không được nhắc tên, nhưng thường tương ứng với phong cách tranh bìa của Nappi.
Không giống như Tandy, Nappi không đọc nội dung trước khi vẽ; thay vào đó, vợ ông đọc và tóm tắt cốt truyện ngắn gọn giúp ông. Tranh bìa đầu tiên của Nappi là The Clue of the Velvet Mask, khởi đầu xu hướng miêu tả Nancy là "một cô gái trẻ dễ thương... 16 tuổi đương thời". Nancy này vui tươi, tóc ngắn tươm tất theo phong cách hoạt họa. Trong phần lớn các trang bìa, Nancy lộ rõ vẻ kinh ngạc – đúng y như trong truyện".
Thông thường, "khuôn mặt Nancy vô cảm biểu thị đang suy tư", trông có vẻ bị động. Ví dụ, The Strange Message in the Parchment (1977) trái ngược với các tranh bìa trước đó, Nancy "không được thể hiện ở giữa nguy hiểm hay chí ít theo dõi bí ẩn lộ ra từ xa. Thay vào đó, Nancy lại đang suy nghĩ về các manh mối"; Nancy nói chung trông kém tự tin và khó hiểu hơn.

### Nancy trong thập niên 1980, 1990 và 2000

Hình ảnh Nancy gặp nguy hiểm trên bìa của The Case of the Vanishing Veil (1988).

Ruth Sanderson và Paul Frame vẽ hình minh họa trang bìa và bên trong cho các sách Nancy Drew bìa mềm, theo kiểu in Wanderer. Họa sĩ Aleta Jenks (và một số người khác không rõ tên vẽ bìa nhưng không vẽ bên trong cho các sách bìa mềm về sau. Nancy khi ấy nhìn như "một thám tử giàu có, quyền thế, trông xinh đẹp và lanh lợi... Màu sắc và chi tiết trên mặt Nancy sống động đến mức giống như ảnh chụp hơn là tranh vẽ."
Nancy thường được vẽ khi đang đuổi theo nghi phạm, kiểm tra manh mối hoặc quan sát diễn tiến. Cô cũng thường xuất hiện trong tình thế nguy hiểm: bị rượt đuổi, rơi khỏi thuyền hoặc bị trói treo. Những hình bìa này "ghi dấu những khoảnh khắc bộc phát cảm xúc của Nancy, như khi bị ngã, chân tay vùng vẫy, vẻ mặt hoảng hốt, hay khi đang chạy thì tóc bay tung, người gập lại, mặt thở không ra hơi. Nancy không có bất kỳ hành động kiểm soát nào đối với diễn tiến trong hình, như thể là một nạn nhân bị những thế lực vô hình săn đuổi và tấn công."
Tất nhiên đôi khi tranh bìa cũng vẽ rõ mối đe dọa dành cho Nancy như trong The Case of the Vanishing Veil (1988).
Các tranh bìa của Files và Girl Detective khắc họa sâu hơn một nhân vật tự tin, táo bạo của Tandy trước kia. Bức chân dung trên bìa The Nancy Drew Files là "một cô nàng gợi cảm rõ rệt, với một chàng điển trai luôn ẩn trong khung cảnh. Trang phục nàng tôn lên gò bồng đảo căng tròn và biểu cảm nàng rất tinh nghịch." Trong Girl Detective, mỗi chi tiết khuôn mặt Nancy lại được khắc họa rời rạc. Chẳng hạn, đôi mắt nằm trong một dải phần trên của bìa, trong khi miệng lại trong một hình hộp không liên quan ở gáy sách. Nét vẽ mắt và miệng này là của Rudy Nappi, được lấy từ tranh bìa bản sửa đổi The Secret of the Old Clock.

## Sách
Loạt truyện Nancy Drew dài nhất chính là bộ truyện gốc, với 175 tập được xuất bản từ năm 1930 đến 2003. Nancy cũng xuất hiện trong 124 tựa truyện của The Nancy Drew Files và là nữ anh hùng trong loạt Diaries. Các loạt truyện khác là Nancy Drew Notebooks và Nancy Drew on Campus. Tuy luôn là nhân vật chính trong tất cả các loạt truyện, các chi tiết về Nancy có thể không liên quan hoặc nhất quán, ví dụ về vấn đề yêu đương, thường thì Ned Nickerson là bạn trai nhưng trong loạt khác, hai người lại chia tay. Riêng loạt Super Mystery xuất bản song song và chia sẻ nội dung tình tiết nội dung với Files, rồi đến Hardy Boys Casefiles về sau, hay vào năm 2007, loạt mới Super Mysteries chia sẻ nối tiếp với Girl Detective.
Nancy Drew Diaries bắt đầu vào năm 2013. Đây là phần tái khởi động của Nancy Drew: Girl Detective. Bộ truyện được đánh giá là "một tác phẩm Nancy Drew kinh điển với khuynh hướng hiện đại". Mặc dù tương tự như Girl Detective, Diaries có nội dung tình tiết hợp gu "tween" hơn. Yếu tố bí ẩn không phải lúc nào cũng là trọng tâm chính và thường thì Nancy nói rằng đang tránh những điều đó hoặc "tạm ngưng" công việc điều tra. Nancy thường e dè hay hoảng sợ, trong tập 16 The Haunting on Heliotrope Lane, cô nói rằng rất vui vì "đã không quá sợ hãi". Nancy này không định hướng được trong xã hội người trưởng thành giống như các phiên bản trước kia. Lối kể chuyện ngôi thứ nhất tiết lộ một giọng điệu vị thành niên không chủ động hành động và thiếu động lực trong khâu giải quyết bí ẩn. Trong tập 12 The Sign in the Smoke, Nancy không phá được bí ẩn mà lại là một nhân vật phụ đưa ra lời giải đáp.

### Ấn phẩm trên thế giới
Loạt truyện chính cùng Files và Girl Detective đã được dịch từ tiếng Anh sang ước tính từ 14 đến 25 thứ tiếng, nhưng 25 có vẻ là con số khả dĩ nhất. Nancy Drew được xuất bản ở nhiều nước châu Âu (đặc biệt là ở các nước Bắc Âu và Pháp), châu Mỹ Latinh và châu Á. Sự phổ biến của Nancy Drew khác nhau giữa các quốc gia. Truyện Nancy Drew lần đầu tiên in bên ngoài Hoa Kỳ là ở Na Uy từ năm 1941, Đan Mạch từ năm 1958, Pháp từ năm 1955 và ở Ý từ năm 1970 bởi Arnoldo Mondadori Editore. Các nước khác, chẳng hạn như Estonia, chỉ mới chỉ bắt đầu in Nancy Drew từ những năm 2000.
Tên của Nancy thường được thay đổi trong các bản dịch: ở Pháp là Alice Roy; ở Thụy Điển là Kitty Drew; ở Phần Lan là Paula Drew; và ở Na Uy, bộ truyện có tên Frøken Detektiv nhưng tên nhân vật vẫn là Nancy Drew. Tại Đức, Nancy là một sinh viên luật 21 tuổi người Đức tên là Susanne Langen. Tên của George Fayne thậm chí còn bị đổi nhiều hơn, thành Georgia, Joyce, Kitty hay Marion. Hình bìa và thứ tự các tập cũng thường bị thay đổi và ở nhiều nước chỉ có một vài tập lẻ được dịch ra, ví dụ như Việt Nam.

## Trên các phương tiện truyền thông khác
Có tổng cộng 6 bộ phim điện ảnh, 4 phim truyền hình và 4 phim truyền hình thử nghiệm về Nancy Drew được sản xuất cho đến nay. Không có phim truyền hình nào kéo dài được hơn hai năm và các vai diễn Nancy đều gặp phải nhiều ý kiến trái chiều.

### Phim điện ảnh

#### Bonita Granville
Năm 1937, Warner Bros. mua bản quyền Nancy Drew từ Stratemeyer Syndicate với giá 6.000 đô la. Warner Bros. muốn làm một loạt bộ phim hạng B dựa trên Nancy để đồng hành với loạt phim điện ảnh hạng B nổi tiếng của họ mang tên Torchy Blane với sự tham gia của Glenda Farrell, Barton MacLane và Tom Kennedy.
Từ 1938 đến 1939 đã phát hành 4 tác phẩm điện ảnh Nancy Drew. Tất cả đều được William Clemens đạo diễn và Kenneth Gamet viết kịch bản (là người viết kịch bản cho Torchy Blane) cũng như có dàn diễn viên chính:
- Bonita Granville vai Nancy Drew
- John Litel trong vai Carson Drew
- Frankie Thomas vai Ted Nickerson (đổi từ Ned Nickerson)
- Renie Riano vai Effie Schneider
- Frank Orth vai Captain Tweedy (Orth chỉ xuất hiện trong phần phim đầu tiên và cuối cùng nhưng có được nhắc đến trong phần hai)[125]

4 phim đều là phim hạng B (phim ngắn thường khoảng 60 phút, chiếu trước phim chính):
- Nancy Drew... Detective[at] (tháng 11 năm 1938; dựa trên The Password to Larkspur Lane[au])
- Nancy Drew... Reporter[av] (tháng 2 năm 1939)
- Nancy Drew... Trouble Shooter[aw] (tháng 6 năm 1939)
- Nancy Drew and the Hidden Staircase[ax] (tháng 9 năm 1939; dựa trên The Hidden Staircase[ay])

Bộ phim được Warner Bros. công bố vào tháng 4 năm 1938; dự kiến sản xuất tựa phim đầu tiên Nancy Drew Gets the Passport, do John Farrow đạo diễn và Robertson White viết kịch bản. Tuy nhiên không rõ tại sao, Farrow và White bị Clemens và Gamet thay thế và khâu sản xuất bị trì hoãn đến tháng 8. Hai tác phẩm đầu tiên khả dĩ cho phép Warner Bros. mở rộng kinh phí cho hai phim tiếp theo. Đầu năm 1939, họ cũng tuyên bố bật đèn xanh thêm bốn tựa phim, nâng tổng số tác phẩm lên 8.
Sau phim thứ hai, Warner Bros. giao phim thứ ba với tựa gốc Nancy Drew Steps Out cho Eddie Anderson và Charles Perry phụ trách, nhưng không hiểu sao họ cũng lại bị thay thế như White. Garnet một lần nữa được thuê viết kịch bản và đã hoàn thành cả tám kịch bản. Ngay sau khi đóng máy phim thứ tư vào tháng 5, Warner Bros. quyết định bỏ kiểu chiếu phim đôi, đồng nghĩa với việc hủy phim Nancy Drew. Mặc dù tuyên bố loạt Nancy Drew sẽ được chuyển thành hai phim ngắn, kế hoạch này cũng bị hủy bỏ ít ngày sau đó.
Kịch bản thứ năm đã hoàn tất và có thể cũng được bấm máy. Frankie Thomas tin rằng ông và Granville đã làm 5 bộ phim chứ không phải là 4. Hơn nữa, Harriet Adams viết cho Mildred Wirt vào tháng 8 năm 1939 rằng "ba tác phẩm đã được chiếu và tôi vừa nghe nói rằng phần thứ năm đang được sản xuất."
Ý kiến đánh giá bộ phim rất đa dạng. Một số cho rằng tác phẩm đã không "diễn tả đúng về Nancy Drew", một phần vì Nancy của Granville "ngang nhiên sử dụng mưu kế đàn bà (và cám dỗ)" để thực hiện mục tiêu. Nancy trên phim như trẻ con và dễ dàng bối rối, một sự khác biệt đáng kể so với nhân vật trong truyện. Cũng giống như các nhà phê bình, biên kịch Mildred Wirt và nhà dựng phim Harriet Adams bày tỏ ý kiến trái chiều trong buổi họp ra mắt phim. Adams không thích và tỏ vẻ bực bội với cách hãng phim thay đổi nhân vật. Tuy nhiên, theo lời một số nhân viên, bà đã giữ bức ảnh có chữ ký của Granville trên bàn làm việc trong nhiều năm và có thể đã sử dụng chân dung Carson Drew của John Litel để chỉnh sửa nhân vật vào những năm 1960 và 1970. Trái ngược với Adams, Benson được cho là thích các phim đó dù có khác biệt với nhân vật do chính mình viết ra.
Nhằm quảng bá cho bộ phim, Warner Bros. lập ra một câu lạc bộ người hâm mộ Nancy Drew có một loạt quy định tham dự như: "Phải có một bạn trai thân thiết chung thủy" và phải "Tự chọn riêng lấy quần áo." Các quy tắc này dựa trên nghiên cứu mà Warner Bros. tiến hành về thói quen và tâm lý của những thiếu nữ "điển hình".
Các tác phẩm có được thành công theo kiểu phim tiểu văn hóa kén người hâm mộ khi xuất hiện trên các kênh truyền hình cáp như Turner Classic Movies. Phim được cho là thành tựu đáng chú ý trong sự nghiệp dàn diễn viên đã tham gia. Granville nhớ lại rằng đã rất phấn khởi khi làm phim và yêu thích nhất Nancy Drew... Troubeshooter. Hai mươi năm sau, Thomas có dịp thể hiện vai Carson Drew trong một thử nghiệm thất bại của CBS. Litel và Granville sau đó sẽ tái hợp cho phim The Guilty năm 1947, do Jack Wrather, chồng của Granville sản xuất.

#### Emma Roberts
Ngày 15 tháng 6 năm 2007, Warner Bros. phát hành bộ phim mới có tựa đề Nancy Drew: Nữ thám tử tài ba với Emma Roberts đóng vai chính Nancy, Max Thieriot trong vai Ned Nickerson và Tate Donovan trong vai Carson Drew; Andrew Fleming đạo diễn và đồng sáng tác kịch bản với Tiffany Paulsen, cùng Jerry Weintraub sản xuất. Phim thuật lại chuyện Nancy chuyển đến Los Angeles cùng cha trong một chuyến công tác dài ngày và trú tại nhà của một ngôi sao điện ảnh bị sát hại để giải quyết vụ án chưa có lời giải.
Trước khi phát hành bộ phim năm 2007, Roberts, Fleming và Weintraub đã ký hợp đồng cho hai phần tiếp theo của Nancy Drew. Nhưng tác phẩm đầu tiên không thành công như mong đợi nên Roberts chuyển qua các dự án phim khác, những phần tiếp theo không bao giờ được thực hiện.
Như các phim Drew trước đó, tác phẩm chỉ nhận được phản hồi mức trung bình và một vài chỉ trích. Có ý kiến cho rằng đây là một bản cập nhật của nhân vật: "Phải nói rằng dù hướng đến tính thương mại nhắm vào đối tượng nữ sinh tuổi thiếu niên, bộ phim vẫn giữ những phần hay nhất của truyện, tất nhiên tính cả nhân vật chính thông minh vào nữa." Ý kiến khác lại thấy phim "bát nháo" bởi vì "bạn cùng lớp mới của Nancy chỉ thích mua sắm hơn là điều tra; và váy sọc, giày lười kết hợp với kính lúp trông như một con ngố, không giống với hình tượng nữ anh hùng ở Midwest trước kia chút nào."

#### Sophia Lillis
Ngày 20 tháng 4 năm 2018, Warner Bros. tuyên bố đang thực hiện bản điện ảnh mới về Nancy Drew với sự tham gia của Sophia Lillis trong vai Nancy. Phim đầu tiên sẽ được chuyển thể từ The Hidden Staircase, với Ellen DeGeneres và Wendy Williams giữ vai trò sản xuất. Tác phẩm không có liên hệ gì đến phim thời Bonita Granville. Phim khởi chiếu tại Hoa Kỳ ngày 15 tháng 3 năm 2019.

### Phim truyền hình

#### The Hardy Boys/Nancy Drew Mysteries
Nỗ lực thành công nhất trong việc đưa Nancy Drew lên màn ảnh nhỏ là The Hardy Boys/Nancy Drew Mysteries, phát sóng từ năm 1977 đến 1979 trên ABC. Ngôi sao tương lai của phim Dynasty (1981) – Pamela Sue Martin – đóng vai chính Nancy, Jean Rasey vai George, George O'Hanlon, Jr. vai Ned và William Schallert vai Carson Drew.
Mùa đầu tiên khi chiếu xen kẽ; trong khi Hardy Boys được coi là thành công, kết quả dành cho các tập Drew lại không được tích cực lắm. Trong phần hai, sắp xếp thay đổi khi Hardy Boys là những nhân vật chính nổi bật hơn, còn Nancy Drew chỉ có một số tập dành riêng, còn lại chỉ như một nhân vật cộng tác trong các tập có nội dung liên quan đến nhau. Martin khi bắt đầu bộ phim đã 24 tuổi và ngưng đóng giữa chừng; những tập cuối được dành cho Janet Louise Johnson mới 19 tuổi.
Khi mùa thứ ba ra mắt, Nancy Drew bị loại hoàn toàn để tập trung vào Hardy Boys, nhưng rồi thì cả loạt phim cũng bị ABC hủy bỏ.

#### Nancy Drew(1995)
Nelvana bắt đầu sản xuất phim truyền hình khác về Nancy Drew vào năm 1995. Tracy Ryan đóng vai chính Nancy Drew, với Jhene Erwin trong vai Bess Marvin, Joy Tanner trong vai George Fayne và Scott Speedman trong vai Ned Nickerson xuất hiện không thường xuyên. Trong phim, Nancy là một sinh viên chuyên ngành tội phạm học 21 tuổi, chuyển đến New York sống trong khu chung cư cao cấp "The Callisto". Nancy đã giải quyết nhiều bí ẩn khác nhau với Bess, phụ trách mục tin đồn tại The Rag và George, một bưu tá và nhà làm phim nghiệp dư. Ned làm công tác từ thiện ở Châu Phi và chỉ xuất hiện đôi lần. Nancy Drew tiếp tục gắn với tựa phim khác dựa trên The Hardy Boys, có Ryan thủ vai Nancy trong hai tập. Cả hai phim đều bị hủy ngay trong mùa đầu tiên do lượt xem thấp; căn cứ trên suất chiếu nửa tiếng ngoài khung giờ chính trên hệ thống mạng WB và UPN mới ra mắt. Bộ phim sau đó được phát hành trên định dạng DVD và xuất hiện trên một số trang xem phim trực tuyến, như kênh YouTube Retro Rerun.

##### Danh sách tập
| #  | Tiêu đề tập                         | Ngày phát sóng            |
| -- | ----------------------------------- | ------------------------- |
| 1  | "Welcome to the Callisto"           | Ngày 23 tháng 9 năm 1995  |
| 2  | "Happy Birthday, Nancy"             | Ngày 30 tháng 9 năm 1995  |
| 3  | "Exile"                             | Ngày 7 tháng 10 năm 1995  |
| 4  | "Asylum"                            | Ngày 14 tháng 10 năm 1995 |
| 5  | "The Ballad of Robin Hood"          | Ngày 21 tháng 10 năm 1995 |
| 6  | "Bridal Arrangements"               | Ngày 28 tháng 10 năm 1995 |
| 7  | "The Death and Life of Billy Feral" | Ngày 4 tháng 11 năm 1995  |
| 8  | "Double Suspicion"                  | Ngày 11 tháng 11 năm 1995 |
| 9  | "The Stranger by the Road"          | Ngày 18 tháng 11 năm 1995 |
| 10 | "Photo Finish"                      | Ngày 25 tháng 11 năm 1995 |
| 11 | "Who's Hot, Who's Not"              | Ngày 2 tháng 12 năm 1995  |
| 12 | "Fashion Victim"                    | Ngày 9 tháng 12 năm 1995  |
| 13 | "The Long Journey Home"             | Ngày 16 tháng 12 năm 1995 |

#### Nancy Drew(2002)
Ngày 15 tháng 12 năm 2002, ABC phát sóng Nancy Drew với sự tham gia của Maggie Lawson, do Lawrence Bender sản xuất. Đây là bước nghe ngóng dư luận cho dự định một sê-ri lên sóng hàng tuần, trong đó lấy bối cảnh hiện đại và Nancy đang theo đuổi một tấm bằng cử nhân báo chí. Giống như bộ phim những năm 1930, cốt truyện cũng đặt vấn đề lớn hơn với một vụ buôn bán ma túy và Nancy đã sống tự lập khỏi cha mình. Loạt phim được phát sóng như một phần trong loạt The Wonderful World of Disney, theo kiểu đặt hàng kịch bản bổ sung và sản xuất dựa vào tỉ lệ lượt xem và mức độ khán giả đón nhận phim. Đã có 7,5 triệu lượt theo dõi, đứng thứ ba trong khung giờ trình chiếu. Dù có nhiều ý kiến trái chiều, phim giành được đề cử cho giải thưởng thường niên Prism Award 2003 cho hạng mục "Phim điện ảnh và phim truyền hình ngắn tập".

#### Nancy Drew(2019)
Tháng 10 năm 2018, đài CW thông báo rằng Josh Schwartz và Stephanie Savage đang phát triển một loạt phim Nancy Drew mới. Bối cảnh theo chân Nancy chuẩn bị vào đại học và một "bi kịch gia đình" giữ chân cô thêm một năm nữa để "điều tra vụ giết người ma quái". Quê nhà Nancy giờ là vịnh Horseshoe ở Maine thay vì River Heights Illinois. Kennedy McMann được chọn vào vai Nancy Drew, Leah Lewis trong vai George. Đầu tiên Freddie Prinze Jr. trong vai Carson Drew nhưng sau tập 1 thì Scott Wolf đã đóng thay thế. Khung cảnh ngoài trời của phim được quay tại Vịnh Horseshoe, Tây Vancouver, Canada. Phim khởi chiếu ngày 9 tháng 10 năm 2019, đến nay đã phát sóng xong mùa đầu tiên với 18 tập và dự kiến sẽ quay trở lại với mùa mới vào năm 2020 hoặc 2021.

#### Những thử nghiệm thất bại khác
Năm 1957, Desilu và CBS phát triển phim Nancy Drew, Detective dựa trên những thước phim từ thập niên 1930. Roberta Shore được chọn thủ vai chính Nancy Drew, với Tim Considine vai Ned Nickerson và Frankie Thomas, Jr. vai Carson Drew. Thomas trước đây đã đóng phim trong vai của Considine. Mặc dù tập thăm dò đã được phát hành vào tháng 4 năm 1957, phim không thể tìm được nguồn tài trợ. Vì rắc rối pháp lý cũng như bị Harriet Adams không chấp thuận, cuối cùng ý tưởng làm phim bị hủy bỏ.
Tháng 10 năm 1989, nhà sản xuất Nelvana của Canada dự định làm bộ phim dài 13 tập có tên Nancy Drew and Daughter cho USA Network. Margot Kidder được chọn vào vai Nancy Drew trưởng thành và con gái cô là Maggie McGuane vào vai con gái Nancy. Tuy nhiên, Kidder đã bị thương do xe mất phanh khi quay tập đầu tiên nên tác phẩm cũng bị hủy bỏ mà chưa có tập nào.
Ngày 5 tháng 10 năm 2015, CBS tuyên bố sẽ phát triển một bộ phim mới có tên Drew. Tháng 1 năm 2016, tập thử nghiệm hé lộ nhân vật Nancy là một thám tử cảnh sát New York ở tuổi ba mươi, câu chuyện xoay quanh việc Nancy điều tra cái chết sáu tháng trước của Bess Marvin. Dàn diễn viên ở tập thử nghiệm bao gồm:
- Sarah Shahi vai Nancy Drew
- Anthony Edwards vai Carson Drew
- Vanessa Ferlito vai George Fayne
- Felix Solis vai Trung úy Ford
- Steve Kazee vai Ned Nickerson
- Debra Monk vai Hannah Gruen

Tập thử nghiệm do Joan Rater và Tony Phelan viết kịch bản và James Strong làm đạo diễn, bấm máy tại New York tháng 3 năm 2016. Cùng lúc ấy, Phelan và Rater cũng có một tập thử nghiệm khác với tiêu đề Doubt, được cho là đang cạnh tranh với Drew. Ngày 14 tháng 5 năm 2016, CBS đã quyết định đặt hàng Doubt và rao bán Drew cho các nhà mạng khác.
Ngày 16 tháng 10 năm 2017, NBC công bố việc tái phát triển tập thử nghiệm Drew đã thất bại đó, vẫn nhóm tham gia cũ là Phelan, Rater và Jinks của CBS. Kịch bản mới cho nhân vật Nancy đã vào tuổi trung niên chuyên viết sách hồi tưởng những cuộc phiêu lưu của mình, nhưng giờ phải cộng tác với mấy đứa bạn cũ không hề thân thiết để giải quyết một vụ giết người kì bí. Tuyên bố này chưa bao giờ đi vào thực tế và cả Phelan và Rater đều đã rời khỏi CBS Studios.

### Trò chơi điện tử
Hãng HeR Interactive bắt đầu phát hành các trò chơi máy tính Nancy Drew vào năm 1998. Một số cốt truyện lấy nguyên hoặc sửa đổi từ sách truyện như The Secret of The Old Clock nhưng cũng có những ý tưởng khác mới hoàn toàn do HeR Interactive tạo ra. Trò chơi nhắm mục tiêu đến đối tượng trẻ "từ 10 tuổi trở lên" và được ESRB xếp hạng "E". Loạt trò chơi làm theo phong cách phiêu lưu thông thường. Người chơi di chuyển Nancy bằng cách trỏ và nhấp chuột xung quanh trong môi trường ảo góc nhìn thứ nhất để nói chuyện với nghi phạm, thu thập manh mối, giải đố và cuối cùng là phá án.
Lani Minella lồng tiếng cho nhân vật Nancy từ Secrets Can Kill năm 1998 cho đến Sea of Darkness năm 2015. Tới trò thứ 33 Midnight in Salem, Minella được Brittany Cox thay thế, HeR Interactive nói rằng biết người chơi yêu mến Minella và thay đổi để làm trò chơi giá trị hơn.
Ngoài các trò chơi của HeR Interactive, tháng 9 năm 2007, Majesco Entertainment phát hành game cho hệ Nintendo DS. Sản phẩm do Gorilla Systems Co. phát triển với tựa đề Nancy Drew: Deadly Secret of Olde World Park, trong đó, người chơi giúp Nancy giải quyết bí ẩn về một tỷ phú mất tích. Majesco cũng phát hành hai trò chơi Nancy Drew khác cho DS là Nancy Drew: The Mystery of the Clue Bender Society (phát hành tháng 7 năm 2008) và Nancy Drew: The Hidden Staircase, (phát hành tháng 9 năm 2008) dựa trên tập 2 của loạt truyện gốc. THQ cũng có Nancy Drew: The Staircase và Nancy Drew: The Model Mysteries trên Nintendo DS.
Một số trò như Secrets Can Kill, Shadow at the Water's Edge và The Captive Curse, được xếp hạng "E10+". Loạt trò chơi được ghi nhận đã thúc đẩy sự quan tâm của nữ giới tới trò chơi điện tử. HeR Interactive cũng phát hành loạt game bằng tiếng Pháp Les Enquêtes de Nancy Drew và các trò ngắn trong Nancy Drew Dossier. Trò chơi đầu tiên của loạt Dossier là Lights, Camera, Curses phát hành năm 2008 và trò thứ hai Resorting to Danger phát hành năm 2009. Dù hầu hết trò chơi chỉ có trên PC hoặc một số tựa trò chơi mới hơn cũng có trên Mac, HeR Interactive cũng ra một số trò trên hệ máy khác như Nintendo Wii.
Ngày 13 tháng 5 năm 2016, HeR Interactive giới thiệu và phát hành Nancy Drew: Code & Clues cho iPad, iPhone và Android. Ứng dụng được thiết kế cho trẻ em phát triển kỹ năng lập trình và thành công khi thu được một số giải thưởng khác nhau.

### Truyện tranh
Tháng 3 năm 2017, Dynamite Entertainment phát hành bản làm lại các nhân vật kinh điển Nancy Drew và The Hardy Boys của Anthony Del Col mang tên Nancy Drew and the Hardy Boys: The Big Lie. Del Col là một người hâm mộ lâu năm của các nhân vật này và đã giành được tác quyền truyện tranh từ Simon & Schuster.
Lấy cảm hứng từ bộ truyện tranh Afterlife with Archie trong Archie Comics, Del Col được cho là phát ngôn rằng "Thế nên, sau đó tôi bắt đầu nghĩ, 'Hừm, tôi tự hỏi các nhân vật nổi tiếng nào khác ngoài đó có thể làm lại được như thế,'" "Tiếp tục nhìn ngó và ý tưởng tràn đến 'Gượm nào. Nancy Drew. Hardy Boys. Sẽ rất hay khi đặt họ vào phong cách noir đây'."
Bộ truyện tranh làm theo phong cách trinh thám noir, khi các nhân vật Frank và Joe Hardy bị buộc tội giết cha là Fenton Hardy và phải nhờ đến femme fatale là Nancy Drew để minh oan cho mình. Bộ truyện do họa sĩ người Ý Werther Dell'Ederra minh họa, còn bìa là qua nét vẽ của họa sĩ người Anh Fay Dalton. Del Col ghi nhận các biên tập viên Matt Idelson và Matt Humphreys đã giúp định hình hướng đi của bộ truyện.
Bộ truyện khi ra mắt đã nhận được đánh giá tích cực, lời khen tặng về tông màu chủ đề kiểu noir. Blog truyện tranh Reading with a flight Ring không tiếc lời tán thưởng "Cách tiếp cận 'hiện đại' hay nhất từng thấy đối với một tượng đài xưa cũ. Nó thích hợp ở mọi cung bậc và hoàn toàn chiếm được trái tim độc giả." Nhà phê bình Lyz Reblin của Ain't it cool viết "Sức hút của bộ truyện đến nay chính là cô Drew, người không hiện diện mấy trong tập đầu tiên. Cô ấy là một femme fatale hiện đại hóa hoàn hảo, có thể sánh ngang với Sam Spade, Philip Marlowe hoặc bất kỳ ai như thế ngày nay."

## Sản phẩm thương mại
Trong nhiều năm, một số sản phẩm về Nancy Drew được cấp phép, chủ yếu vào những thập niên 1950, 1960 và 1970. Năm 1957, Parker Brothers sản xuất "Trò chơi bí ẩn Nancy Drew" với sự chấp thuận của Stratemeyer Syndicate. Năm 1967, Madame Alexander bán ra búp bê Nancy Drew mang ống nhòm và máy ảnh tương ứng với hai bộ áo: áo khoác sọc hoặc váy và áo khoác ngắn. Harriet Adams không tán thành thiết kế của búp bê với lý do khuôn mặt của Nancy quá trẻ con, nhưng bất chấp điều đó, sản phẩm đã được bán trên thị trường. Nhiều sách tô màu, hoạt động và câu đố khác nhau về Nancy Drew cũng được xuất bản. Thập niên 1970 còn có trang phục Halloween và hộp cơm trưa kiểu Nancy Drew được bán ra ăn theo phim truyền hình.

## Ảnh hưởng lên văn hoá
Theo các nhà bình luận, tác động văn hóa của Nancy Drew là rất lớn. Thành công ngay lập tức của bộ truyện đã trực tiếp dẫn đến việc sáng tạo nhiều bộ truyện bí ẩn có nữ nhân vật chính như The Dana Girls hay Kay Tracey, và chính doanh thu phi thường của loạt truyện đã khiến các nhà xuất bản tiếp thị nhiều bộ truyện bí ẩn nữ khác hơn nữa như Judy Bolton, hay yêu cầu các tác giả của Cherry Ames Nurse Stories thêm các yếu tố bí ẩn vào.
Nhiều phụ nữ nổi tiếng và thành công đã lấy Nancy Drew làm hình tượng ảnh hưởng sớm đến mình nhằm giúp cho họ có được địa vị cao trong xã hội, bao gồm nữ thẩm phán Tòa án Tối cao Hoa Kỳ Sandra Day O'Connor, Ruth Bader Ginsburg và Sonia Sotomayor; người dẫn chương trình truyền hình Oprah Winfrey và Barbara Walters; ca sĩ Barbra Streisand và Beverly Sills; nhà văn truyện kì bí Sara Paretsky và Nancy Pickard; học giả Carolyn Heilbrun; nữ diễn viên Ellen Barkin và Emma Roberts; cựu Ngoại trưởng Hillary Rodham Clinton; cựu đệ nhất phu nhân Laura Bush; và cựu chủ tịch của Tổ chức Phụ nữ Quốc gia Karen DeCrow. Những phụ nữ khác cũng cho rằng nhân vật Nancy Drew đã giúp họ mạnh mẽ hơn. Khi hội thảo đầu tiên về Nancy Drew được tổ chức tại Đại học Iowa năm 1993, các nhà tổ chức đã nhận được một loạt cuộc gọi từ những người phụ nữ; "tất cả đều có chuyện kể về dấu ấn Nancy trong cuộc đời và về cách cô ấy đã truyền cảm hứng, an ủi, mang lại niềm vui thích suốt thời thơ ấu, không những thế một lượng lớn đến kinh ngạc khẳng định cảm nhận ấy đeo đuổi đến tận tuổi trưởng thành."
Sự nổi tiếng của Nancy Drew tiếp tục không suy giảm: đến năm 2002, riêng tập truyện đầu tiên  The Secret of the Old Clock đã bán được 150.000 bản, lọt vào danh sách truyện thiếu nhi top 50, và các tập khác cũng đạt đến 100.000 bản mỗi tựa truyện. Chỉ riêng doanh số sách bìa cứng Nancy Drew đã vượt qua các tựa sách của Agatha Christie, và các truyện trong loạt Girl Detective còn lọt vào danh sách bán chạy nhất do The New York Times thống kê bình chọn. Entertainment Weekly xếp Nancy Drew thứ 17 trong danh sách "Top 20 anh hùng" trên cả Người Dơi, giải thích rằng Drew là "nữ anh hùng đầu tiên được hầu hết các cô gái nhỏ ôm mộng... [Nancy sống] trong một kỳ nghỉ hè phiêu lưu bất tận đầy bất ngờ". Tạp chí tiếp tục cho rằng Velma Dinkley cũng như Veronica Mars trong Scooby-Doo là 'hậu duệ bản sao' của Nancy Drew.
Nhiều nhà phê bình nữ quyền đã tìm lời giải cho tính biểu tượng của Nancy. Trong đó chiếc xe riêng, kỹ năng lái xe và tay nghề sửa xe là những yếu tố thường được nói đến. Melanie Rehak nhắc đến chiếc roadster màu xanh nổi tiếng của Nancy (nay là một chiếc hybrid cũng màu xanh) như một biểu tượng "tự do và độc lập tối thượng". Nancy không chỉ tự do đi đến nơi mình thích (những nhân vật tương tự như The Dana Girls không tự do như vậy), mà cô còn có thể thay lốp và sửa bộ chia bị lỗi, khiến Paretsky phải thốt lên "ở một đất nước nơi mà các thợ sửa xe vẫn chế giễu hoặc phớt lờ ý kiến phụ nữ, thì Nancy vẫn là một hình mẫu quan trọng".
Nancy cũng được đối xử tôn trọng: mọi người tin cậy và hiếm khi đặt câu hỏi với quyết định của cô. Những hình tượng nam quyền đều tin vào những lời cô tuyên bố, cả cha cô và quản gia Hannah Gruen đều không "hạn chế việc đi lại của cô." Cha của Nancy không những không áp đặt bất kỳ hạn chế nào cho cô con gái, mà còn thể hiện sự tin tưởng tuyệt đối vào con mình (trong phiên bản gốc của The Hidden Staircase năm 1930), ông thường xuyên lấy lời khuyên từ cô và đáp ứng mọi yêu cầu của cô. Một số nhà phê bình, chẳng hạn như Betsy Caprio và Ilana Nash, cho rằng mối quan hệ của Nancy với người cha luôn chiều lòng con gái làm độc giả nữ hài lòng vì đã giúp họ gián tiếp trải nghiệm phức cảm Electra đầy trọn.
Không giống như các nữ thám tử khác, Nancy không đến trường (vì những lý do không bao giờ được giải thích, chỉ ngầm hiểu là cô đã học xong) nên hoàn toàn tự chủ. Các nhân vật tương tự như Kay Tracey thì vẫn phải đi học nên mức độ độc lập và cả thẩm quyền hành động đều thấp. Có một thực tế rằng nếu nhân vật trong vai một nữ sinh sẽ khiến "dù thoáng qua, độc giả cũng thường suy nghĩ về bối cảnh trường học, nhưng sẽ chẳng thể tồn tại những cuộc phiêu lưu đúng nghĩa hoặc đơn thuần là không thể có tiếng nói trong xã hội của người trưởng thành".
Những cuộc phiêu lưu của Nancy được nhìn nhận là mang bóng dáng sử thi huyền thoại. Nancy Pickard thấy rằng Nancy thường khám phá các đoạn văn bí ẩn, giống như hình tượng thần Sumer cổ đại Inanna "hành trình xuống địa ngục", đó là sự khám phá vô thức về mặt tâm lý. Hình tượng Nancy anh hùng không cô đơn trên đường phiêu lưu, mà để cứu giúp người khác, đặc biệt là những người yếu thế. Với lý do này có thể coi Nancy Drew là hiện thân thời hiện đại cho những phẩm chất thánh thiện của nhân loại.
Cuối cùng, nhiều nhà phê bình nhất trí rằng sự nổi tiếng của Nancy Drew một phần đến từ cách kết hợp các giá trị đôi khi trái ngược nhau. Kathleen Chamberlain viết trong The Secrets of Nancy Drew: "Trong hơn 60 năm, bộ truyện Nancy Drew truyền tải tới độc giả ý tưởng độc lập và phụ thuộc vẫn có thể hòa lẫn không bị hạn chế chút nào, họ có thể vừa là một nhà tư bản thành công mà vẫn giúp đỡ được người nghèo khó, vừa độc đoán mà vẫn dân chủ, vừa non nớt vừa trưởng thành, là những phụ nữ "được tự do" nhưng vẫn là con gái bé bỏng trong vòng tay cha."